# Chiesa di San Pantaleo (Macomer)
La chiesa di San Pantaleo è un edificio religioso situato a Macomer, centro abitato della Sardegna centrale. Consacrata al culto cattolico è sede dell'omonima parrocchia e fa parte della diocesi di Alghero-Bosa.
La chiesa, dedicata la santo patrono, risale al XVI secolo. È ubicata all'estremità sud-occidentale del centro abitato, in una posizione da cui si domina la vasta piana del Campidano. 
Si conservano al suo interno un retablo del Quattrocento di autore sconosciuto e una statua di san Pantaleo ritenuta miracolosa in quanto, secondo la tradizione, nell'anno 1627 avrebbe sudato.